# Таиландская операция
Таиландская операция — военная операция Японии по захвату территории Таиланда, проведённая 8 декабря 1941 года. Для вторжения в Малайю и Бирму японцам нужны были порты, железные дороги и аэродромы, расположенные на территории Таиланда. Таиланд перед этой кампанией только что одержал победу во Франко-таиландской войне и его армия показала, что может воевать даже против европейских держав. Поэтому японцы, планируя вторжение в Таиланд, хотели избежать тяжёлых потерь. Для них было важно, чтобы войска, высадившиеся в Южном Таиланде, не встретили значительного сопротивления, так как в дальнейшем их планировалось использовать для захвата Малайи.

## Предшествующие события
Перед началом вторжения японское правительство провело секретные военные переговоры с правительством Таиланда, и в октябре 1940 года тайский диктатор Плек Пибунсонграм дал устное секретное обещание поддержать Японию в случае её вторжения в Малайю.
В 1941 году правительство Таиланда вело переговоры и с правительствами Великобритании и Соединённых Штатов, пытаясь получить гарантии поддержки в случае вторжения Японии. Премьер-министр Великобритании Уинстон Черчилль в письме Плеку Пибунсонграму писал:
Если Вы подвергнетесь нападению, защищайтесь. Сохранение подлинной независимости и суверенитета Таиланда — в британских интересах, мы расценим нападение на Вас как нападение непосредственно на нас.
Это вносило путаницу в японские планы, и наконец генерал Хисаити Тэраути принял решение высадить морские и воздушные десанты в Таиланде независимо от того, будет ли тайская армия оказывать им сопротивление.

## Японское вторжение

### Восточный и центральный Таиланд
На рассвете 8 декабря 1941 года Императорская гвардейская дивизия, возглавлявшая силы 15-й японской армии, вторглась из французского Индокитая в Таиланд в районе Баттамбанга. Не встречая никакого сопротивления, она продвигалась на северо-запад, вдоль недавно построенной железной дороги.
3-й батальон японского Императорского гвардейского полка высадился в Самутпракане (Samut Prakan) рано утром 8 декабря. Он получил приказ захватить Бангкок. Им противостояли только небольшие подразделения тайской полиции. Несмотря на слабость противостоящих японцам подразделений, боевые действия на этом участке не велись, и японцы впоследствии согласились не входить в тайскую столицу, пока формальные переговоры не были завершены.

### Южный Таиланд

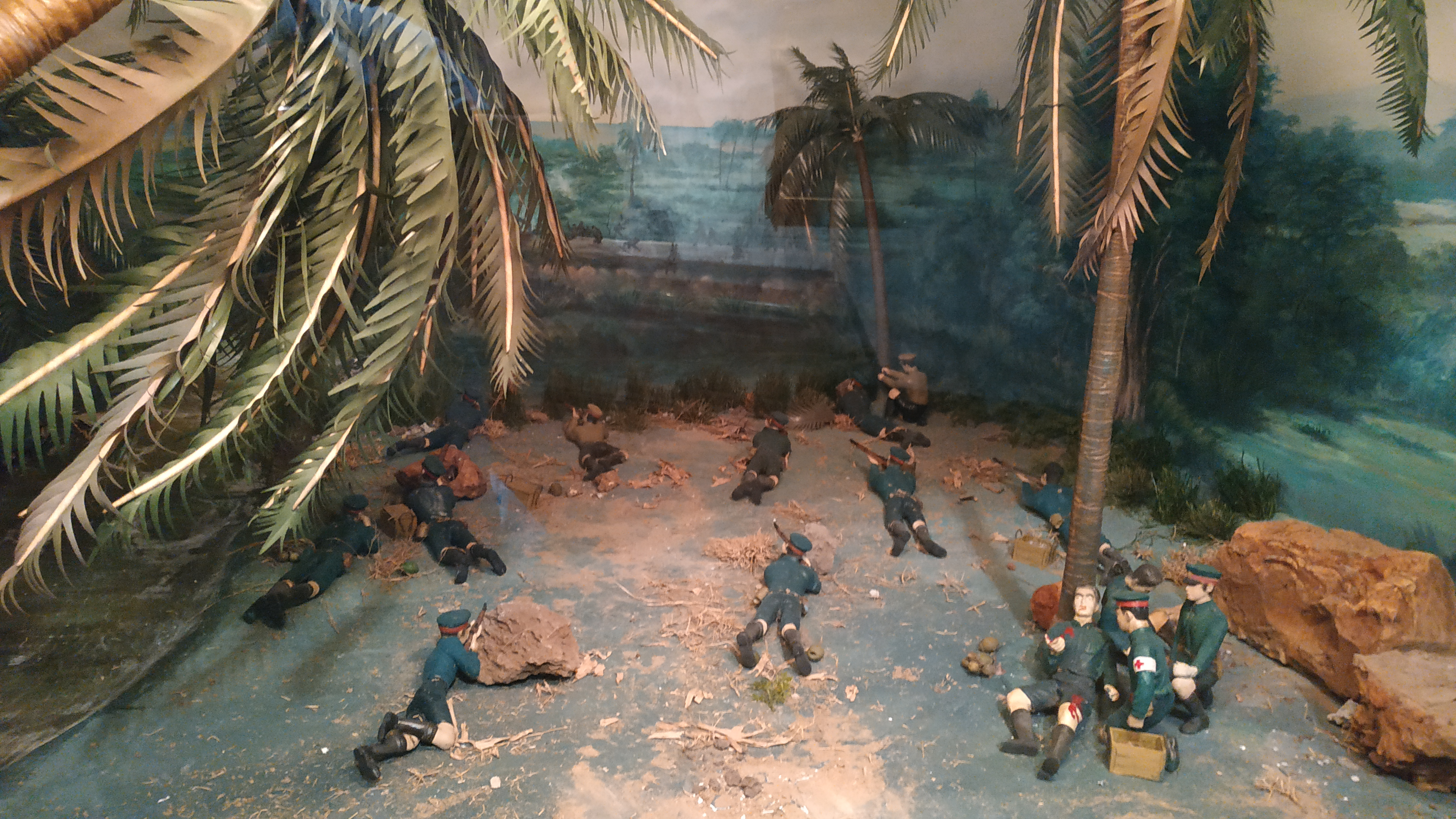
Диорама битвы в Чумпхоне в национальном мемориале Таиланда

1-й батальон 143-го пехотного полка высадился в Чумпхоне утром 8 декабря. Он встретили ожесточённое сопротивление тайских войск, которое закончилось только в конце дня, когда тайские войска получили приказ прекратить огонь.
В Накхонситхаммарате находился штаб 6-й таиландской дивизии, а также 39-й пехотный батальон. С трёх японских десантных кораблей ночью 7 декабря в городе был высажен 3-й батальон 143-го пехотного полка и 18-й воздушно-десантный полк. Их поддерживали 32-й батальон ПВО и сапёрная рота. Тайские войска попытались ликвидировать десант. Сражение продолжалось до полудня, пока не был получен приказ премьер-министра прекратить огонь.
Из-за близости к малайской границе Паттани был одной из самых важных целей 25-й японской армии. Высадившийся парашютный десант встретил ожесточённое сопротивление. Японцам противостоял 42-й пехотный батальон тайской армии. Сопротивление продолжалось до полудня, пока не пришёл приказ прекратить огонь. Командир тайского батальона Кхун Инкхаютборихарн (Khun Inkhayutboriharn) погиб в бою.
В Прачуапкирикхане была расположена 5-я эскадрилья тайских Королевских ВВС под командованием М. Л. Праватчумсаи (M.L. Pravat Chumsai). Японский 2-й батальон 143-го пехотного полка приземлился в 3:00, и занял город, сломив незначительное сопротивление его защитников.
В дальнейшем десант продвигался в сторону аэродрома. Японцы попытались захватить аэродром Прачуапкхирикхан, но персонал тайских ВВС оказал ожесточённое сопротивление. Бои продолжались до полудня следующего дня, когда тайские военные получили приказ от правительства прекратить огонь.
Портовый город Сонгкхла был одной из главных целей японской 25-й армии Ямаситы. Японский десант высадился рано утром 8 декабря.
Тайский гарнизон в Кхаокхорхонг (Khao Khor Hong) (41-й пехотный батальон и 13-й артиллерийский дивизион) немедленно занял позиции рядом с дорогами, ведущими на юг, к Малайе, но затем вынужден был отступить. Дальнейшее сражение произошло в Хатъяй. Боевые действия прекратились в полдень, когда были получены сведения о заключении перемирия.

## Последствия
Решение Пибунсонграма заключить перемирие с Японией положило конец надеждам Черчилля на союз с Таиландом. В результате этого соглашения Япония получила возможность использовать территорию Таиланда для вторжения в Малайю.
21 декабря 1941 года было подписано соглашение о военном союзе между Таиландом и Японией. 25 января 1942 года тайское правительство объявило войну США и Великобритании. Однако тайский посол в США, Сени Прамот, отказался передать послание с объявлением войны в Государственный департамент. Это обстоятельство в будущем дало возможность американским властям утверждать, что состояния войны между двумя странами не было и способствовало быстрому восстановлению дружественных отношений Таиланда и США.